# Heinrich Hübsch

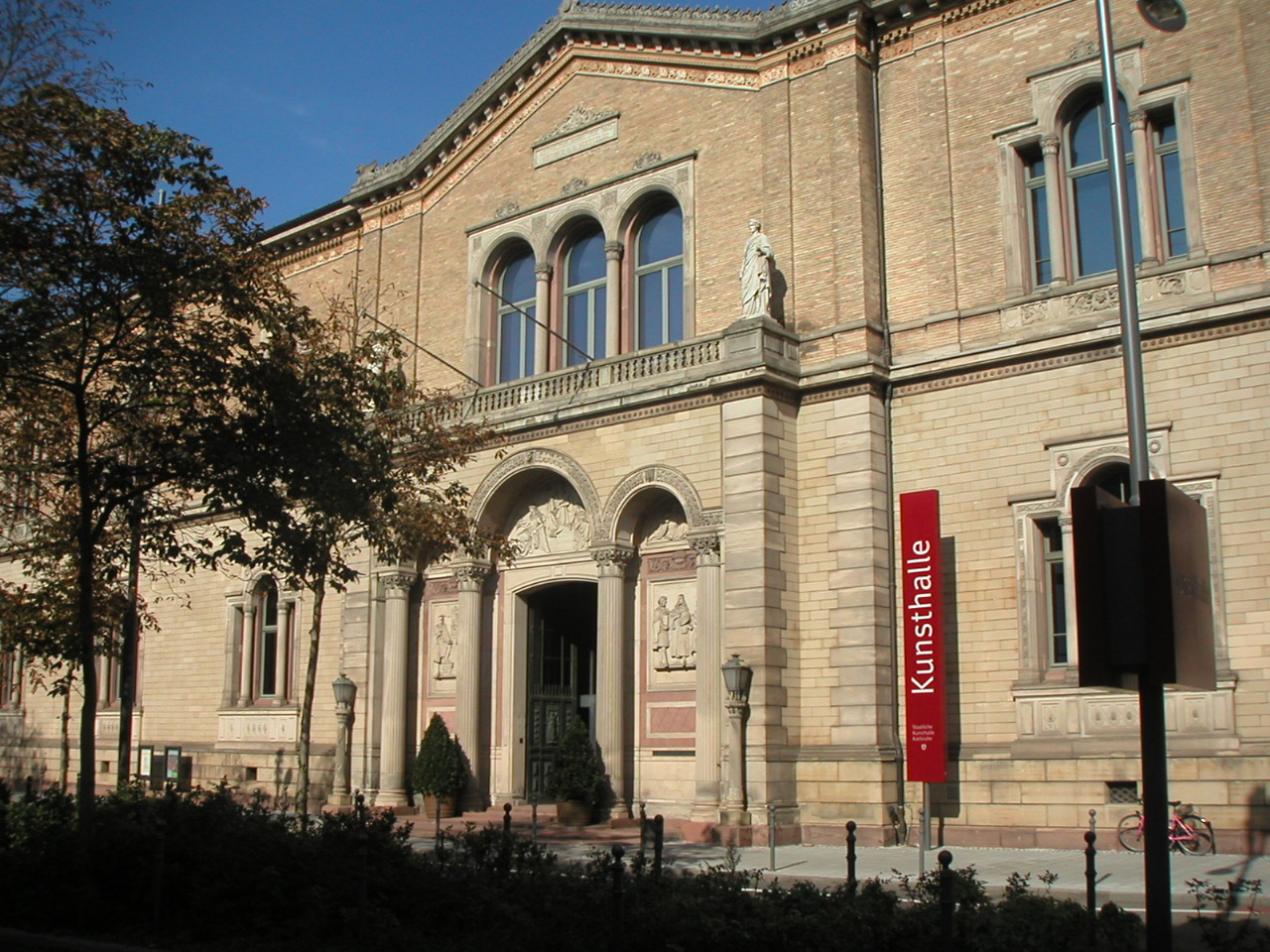
Kunsthalle Karlsruhe

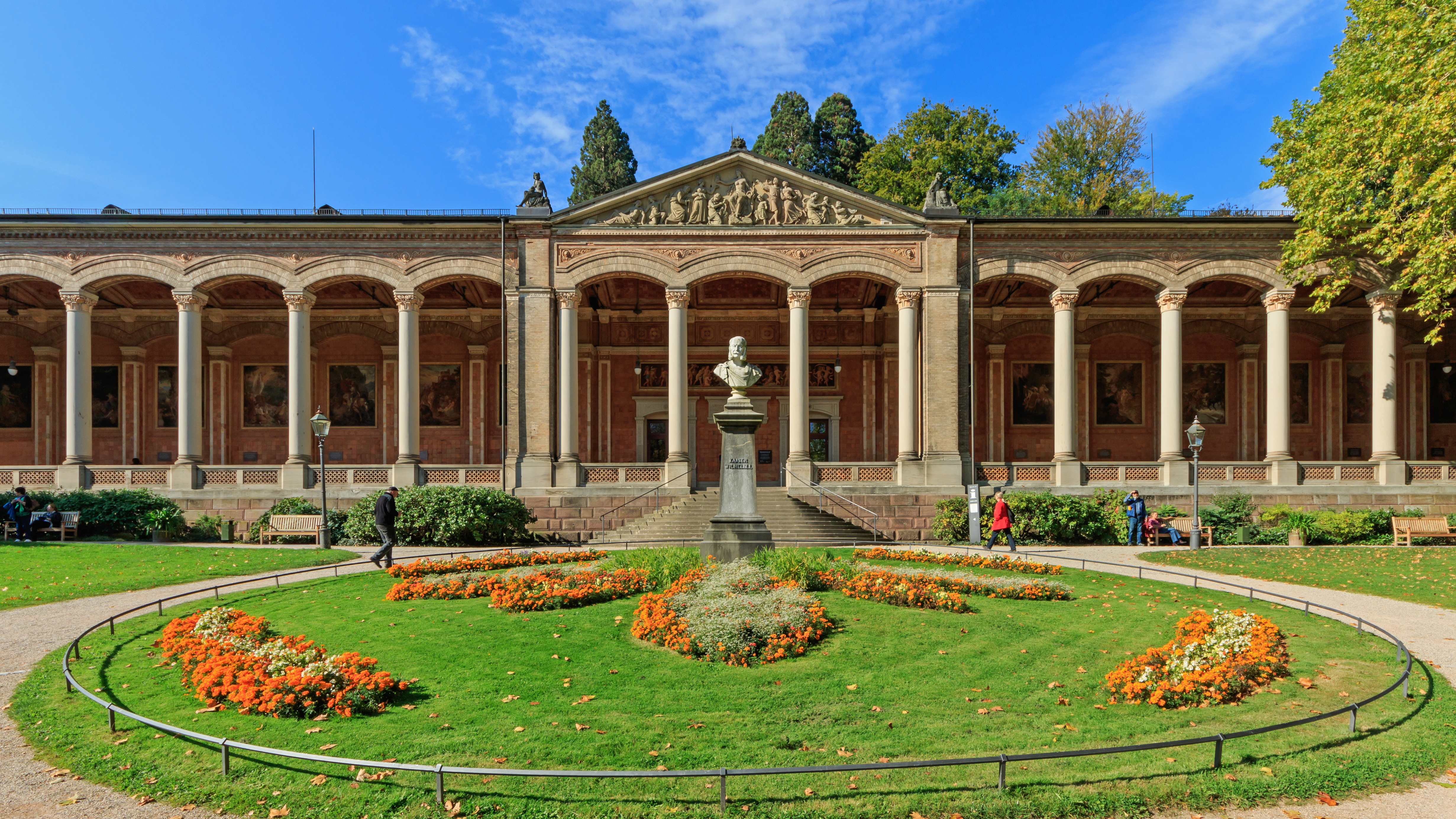
Trinkhalle Baden-Baden

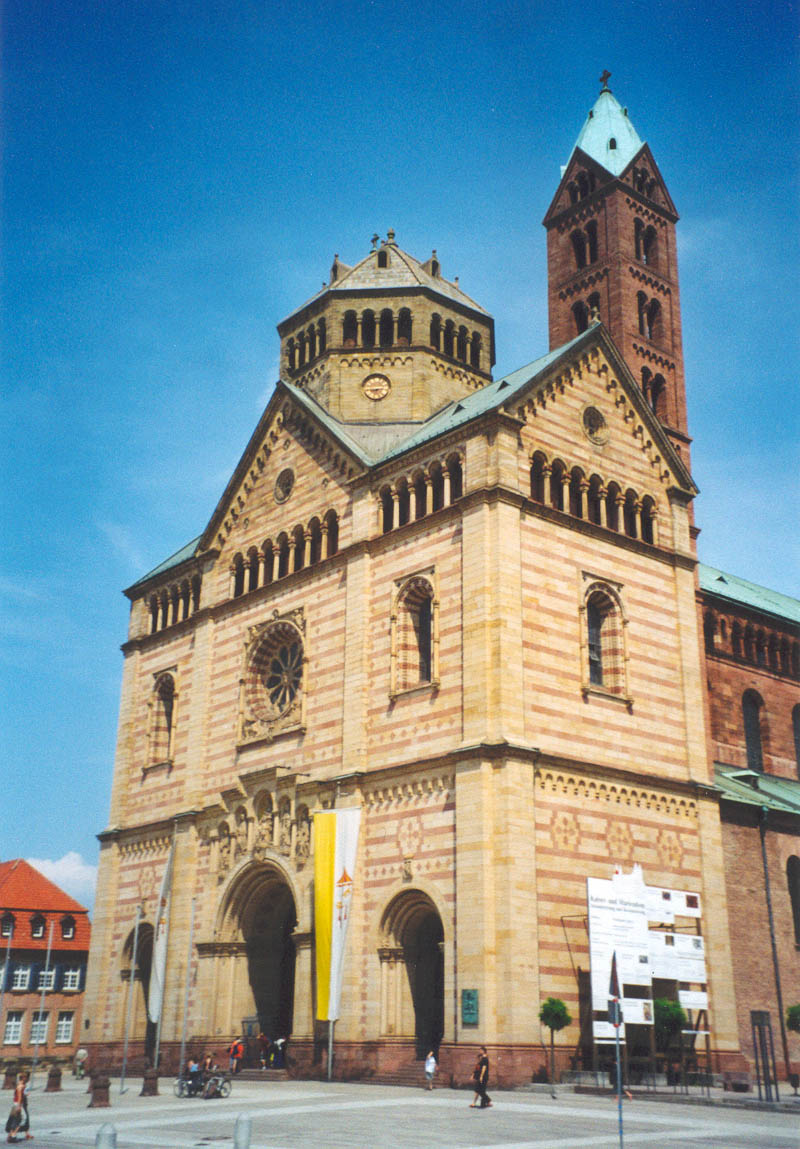
Eingangswerk Speyrer Dom

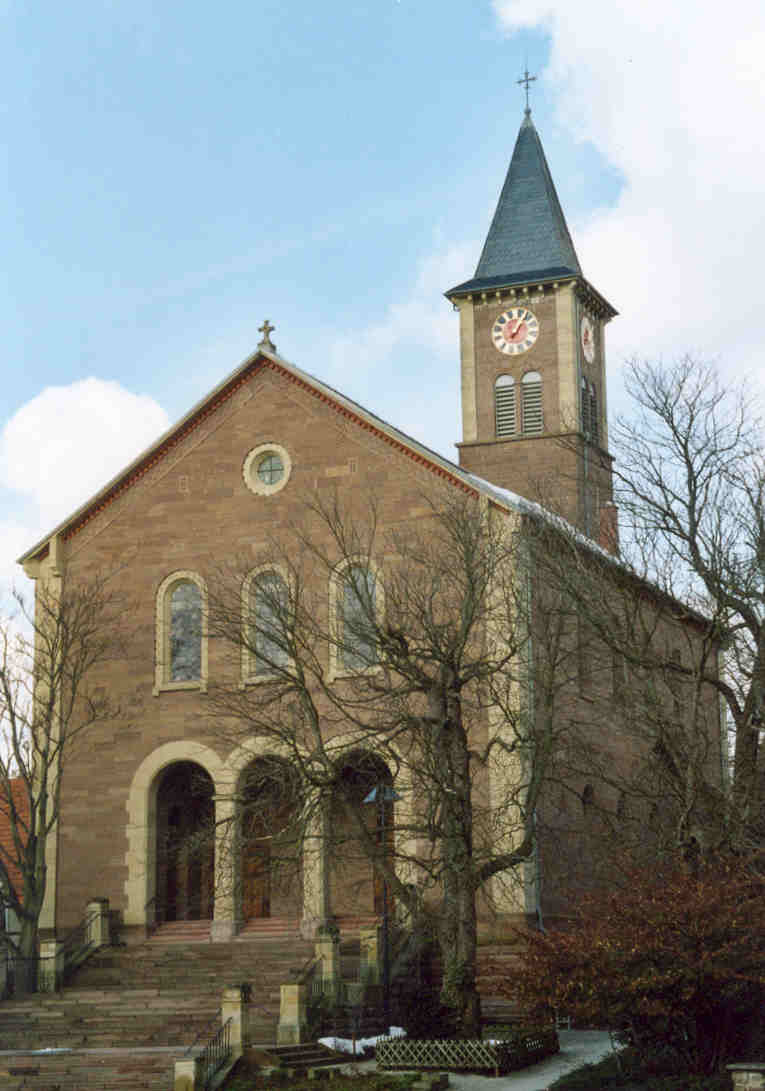
Kirche in Bauschlott

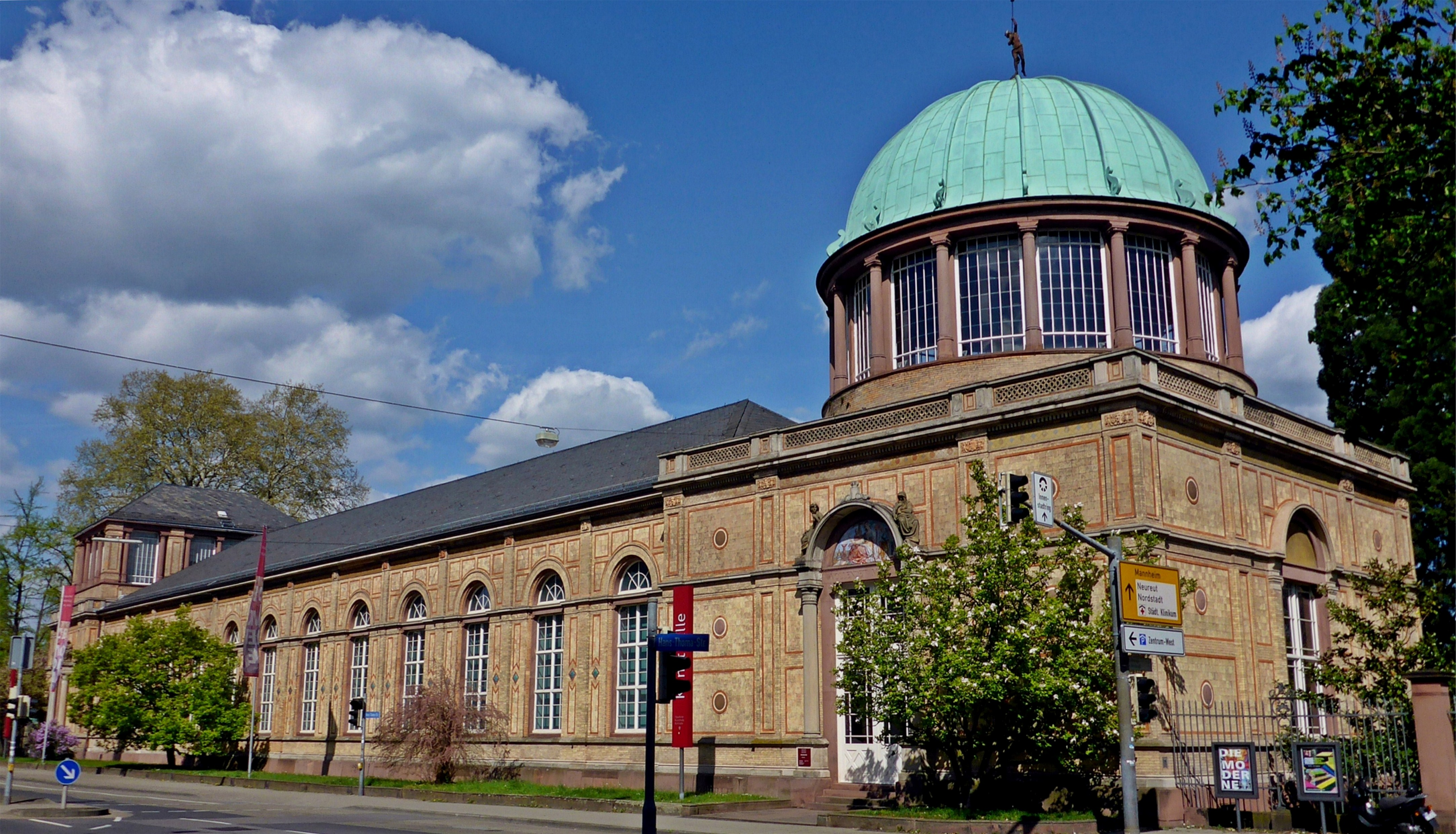
Orangerie Karlsruhe

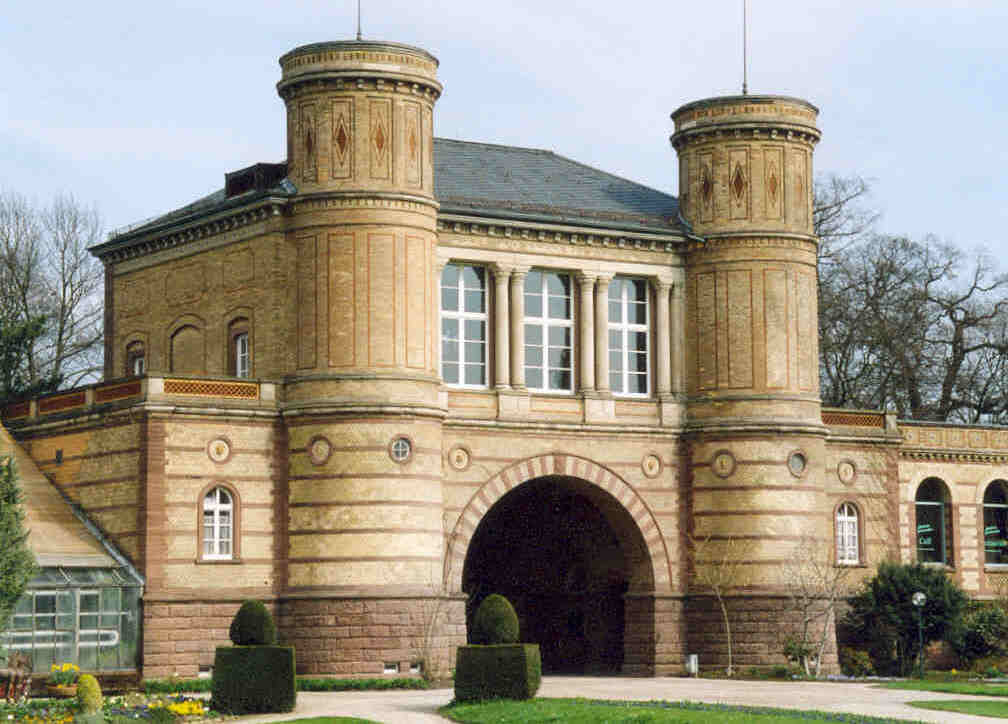
Portal do Botanischer Garten Karlsruhe

Heinrich Hübsch (Weinheim, 9 de fevereiro de 1795 – Karlsruhe, 3 de abril de 1863) foi um arquiteto alemão. Defensor do Rundbogenstil, sucedeu seu mestre Friedrich Weinbrenner como mestre de obras e arquiteto oficial do Grão-Ducado de Baden.
Está sepultado no Alter Friedhof Karlsruhe.

## Obras
- Ueber griechische Architectur. Mohr, Heidelberg, 1822
- Vertheidigung der griechischen Architectur gegen A. Hirt. Mohr, Heidelberg, 1824
- Entwurf zu einem Theater mit eiserner Dachrüstung. Wesche, Frankfurt, 1825
- Die Architectur und ihr Verhältniß zur heutigen Malerei und Sculptur. Cotta, Stuttgart u. Tübingen. 1847
- In welchem Style sollen wir bauen?, 1828
- Die altchristlichen Kirchen nach den Baudenkmalen und älteren Beschreibungen und der Einfluss des altchristlichen Baustyls auf den Kirchenbau aller späteren Perioden: Atlas enthaltend 63 Platten nebst deren Erklärung auf drei Bogen, 1863